# 6536 Vysochinska
A 6536 Vysochinska (ideiglenes jelöléssel 1977 NK) a Naprendszer kisbolygóövében található aszteroida. Nyikolaj Sztyepanovics Csernih fedezte fel 1977. július 14-én.